# Derek Mitchell
Pour les articles homonymes, voir Mitchell.
Derek Mitchell, né le 16 septembre 1964, est un diplomate américain. Il est l'actuel ambassadeur des États-Unis en Birmanie,.